# Joseph Richter
Joseph Richter (Vienna, 16 marzo 1749 – Vienna, 16 giugno 1813) è stato uno scrittore e poeta austriaco.

## Biografia
Coetaneo di Goethe, studiò presso un istituto di Gesuiti fino alla sua chiusura in seguito alle riforme religiose realizzate dall'imperatore Giuseppe II e divenne poi assistente di commercio. Questo tipo di formazione non fu estraneo alle successive prese di distanza critiche di Richter nei confronti del clero. All'età di 26 anni pubblicò una sua prima raccolta di poesie.
La sua produzione, oltre che una serie di articoli scritti per undici periodici, comprende trentasei opere teatrali, quindici tra romanzi e racconti, cinque raccolte di poesia, ventitré scritti umoristici, diciannove quaderni e scritti politici e una trentina di altre opere varie, tra cui biografie, dizionari e volantini.

## Opere principali
- Reise von Wien nach Paris, Briefroman, 1781
- ABC-Buch für große Kinder, Satire, 1782
- Bildergalerien weltlicher, katholischer und klösterlicher Missbräuche [1784, 1784 und 1785]
- Gedanken eines Profanen über die jetzige Revolution des Freymauer-Ordens. 1786
- Erz-Wiener nach dem Leben gemalt in einem Fastnachtskatechismus, 1784
- Briefe eines Eipeldauers an seinen Herrn Vetter in Kakran über d'Wienstadt, ecc. 1785 ff.